# Agrilus vittaticollis
Agrilus vittaticollis är en skalbaggsart som först beskrevs av Randall 1838.  Agrilus vittaticollis ingår i släktet Agrilus och familjen praktbaggar. Inga underarter finns listade i Catalogue of Life.